# The Drifters/Diskografie
Diese Diskografie ist eine Übersicht über die musikalischen Werke der US-amerikanischen Vokalgruppe The Drifters. Den Schallplattenauszeichnungen zufolge hat sie bisher mehr als 2,3 Millionen Tonträger verkauft. Ihre erfolgreichste Veröffentlichung ist die Single Under the Boardwalk mit über 430.000 verkauften Einheiten.

## Alben

### Studioalben
| Jahr | Titel Musiklabel Katalog-Nr.                     | Höchstplatzierung, Gesamtwochen, AuszeichnungChartplatzierungen (Jahr, Titel, Musiklabel Katalog-Nr., Platzierungen, Wochen, Auszeichnungen, Anmerkungen) | Höchstplatzierung, Gesamtwochen, AuszeichnungChartplatzierungen (Jahr, Titel, Musiklabel Katalog-Nr., Platzierungen, Wochen, Auszeichnungen, Anmerkungen) | Höchstplatzierung, Gesamtwochen, AuszeichnungChartplatzierungen (Jahr, Titel, Musiklabel Katalog-Nr., Platzierungen, Wochen, Auszeichnungen, Anmerkungen) | Anmerkungen |
| Jahr | Titel Musiklabel Katalog-Nr.                     | DE | UK | US | Anmerkungen |
| ---- | ------------------------------------------------ | --- | --- | --- | ----------- |
| 1964 | Under the Boardwalk Atlantic LP-8099             | — | — | US40 (22 Wo.)US |             |
| 1965 | The Good Life with the Drifters Atlantic LP-8103 | — | — | US103 (6 Wo.)US |             |
| 1975 | Love Games Bell BELLS-246                        | — | UK51 Silber · (1 Wo.)UK | — |             |

Weitere Studioalben
- 1958: Rockin’ & Driftin’
- 1961: Save the Last Dance for Me
- 1964: The Drifters
- 1964: Our Biggest Hits
- 1964: Saturday Night at the Movies
- 1965: I’ll Take You Where the Music’s Playing
- 1967: Souvenirs
- 1972: Saturday Night at the Club
- 1973: Now
- 1974: Sailing with Soul (The Drifters with Host Lou Rawls)
- 1975: There Goes My First Love
- 1976: Every Nite’s a Saturday Night
- 1976: Save the Last Dance for Me
- 1982: Too Hot
- 1987: Save the Last Dance for Me
- 2002: Ronnie McDowell with Bill Pinkney’s Original Drifters (Ronnie McDowell with Bill Pinkney’s Original Drifters)

### Livealben
- 1984: Greatest Hits Live
- 1985: Live at Harvard University
- 1986: Greatest Hits Live (mit Charlie Thomas)

### Kompilationen
| Jahr | Titel Musiklabel Katalog-Nr.                                    | Höchstplatzierung, Gesamtwochen, AuszeichnungChartplatzierungen (Jahr, Titel, Musiklabel Katalog-Nr., Platzierungen, Wochen, Auszeichnungen, Anmerkungen) | Höchstplatzierung, Gesamtwochen, AuszeichnungChartplatzierungen (Jahr, Titel, Musiklabel Katalog-Nr., Platzierungen, Wochen, Auszeichnungen, Anmerkungen) | Höchstplatzierung, Gesamtwochen, AuszeichnungChartplatzierungen (Jahr, Titel, Musiklabel Katalog-Nr., Platzierungen, Wochen, Auszeichnungen, Anmerkungen) | Anmerkungen                     |
| Jahr | Titel Musiklabel Katalog-Nr.                                    | DE | UK | US | Anmerkungen                     |
| ---- | --------------------------------------------------------------- | --- | --- | --- | ------------------------------- |
| 1963 | Up on the Roof – The Best of the Drifters Atlantic LP-8073      | — | — | US110 (9 Wo.)US |                                 |
| 1968 | The Drifters’ Golden Hits Atlantic SD-8153                      | — | UK26 (15 Wo.)UK | US122 (8 Wo.)US | Platz 465 der Rolling-Stone-500 |
| 1975 | 24 Original Hits Atlantic K-60 106                              | — | UK2 Platin · (34 Wo.)UK | — |                                 |
| 1986 | The Very Best Of Telstar STAR-2280                              | — | UK24 Gold · (15 Wo.)UK | — |                                 |
| 1990 | The Very Best of Ben E. King and the Drifters Telstar STAR-2373 | — | UK15 (19 Wo.)UK | — | mit Ben E. King                 |
| 2003 | The Definitive Drifters Atlantic WSMCD137                       | — | UK8 Gold · (17 Wo.)UK | — |                                 |
| 2006 | The Very Best of the Drifters Warner Music TV WMTV029           | — | UK46 Gold · (1 Wo.)UK | — |                                 |
| 2011 | Up on the Roof – The Very Best Of Sony                          | — | UK12 Gold · (21 Wo.)UK | — |                                 |
| 2013 | All-Time Greatest Hits –                                        | — | — | US166 (10 Wo.)US |                                 |
| 2015 | Stand by Me – The Very Best Of Rhino 0825646036714              | — | UK17 Gold · (7 Wo.)UK | — |                                 |

Weitere Kompilationen
| - 1960: The Drifters’ Greatest Hits (auch bekannt als: This Magic Moment) - 1971: Their Greatest Recordings, the Early Years - 1974: The Drifters’ Story – 20 All-time Hits (auch bekannt als: The Drifters’ in South Africa) - 1975: The Magic Hits of the Drifters (2 LPs) - 1976: The Best of the Drifters - 1978: Dance with Me - 1980: Juke Box Giants - 1980: Greatest Hits - 1980: First Love - 1980: Their Greatest Hits - 1983: The Drifters - 1984: Bip Bam (mit Clyde McPhatter) - 1985: 20 Greatest Hits - 1985: Greatest - 1985: Superalbum - 1986: Stand by Me: The Best of Ben E. King and Ben E. King with the Drifters (mit Ben E. King) - 1986: The Collection - 1987: On Broadway (16 Classic Greats) - 1988: Let the Boogie-Woogie Roll – Greatest Hits 1953–1958 (2 LPs) - 1988: All-Time Greatest Hits & More 1959–1965 - 1988: 16 Top Tracks - 1991: Greatest Hits - 1992: The Drifters - 1993: 20 Greatest Hits - 1993: The Very Best of the Drifters | - 1993: Under the Boardwalk - 1993: Gold - 1993: Pearls of the Past - 1993: Up on the Roof, On Broadway & Under the Boardwalk - 1994: Remember - 1995: The Best of the Drifters (UK: Gold) - 1996: The Drifters Collection - 1996: Rockin’ & Driftin’: The Drifters Box (Box mit 3 CDs) - 1996: The Very Best of the Drifters - 1996: I’ll Take You Where the Music’s Playing - 1997: Under the Boardwalk and Other Hits - 1999: The Very Best of Ben E King & the Drifters (mit Ben E. King) - 1999: The Drifters – Forever Gold - 2000: This Magic Moment - 2000: The Magic Collection - 2003: Under the Boardwalk - 2003: The Very Best of the Drifters - 2005: The Drifters & the Platters (mit The Platters) - 2005: Dance with Me – The Drifters Collection - 2005: The Genius of Clyde McPhatter (Clyde McPhatter feat. The Drifters und Billy Ward and His Dominoes) - 2006: The Definitive Soul Collection – The Drifters - 2006: Greatest Hits - 2007: Best of the Drifters (2 CDs) - 2008: Rock ’n’ Roll Legend |

### EPs
- 1959: Drip Drop
- 1960: The Drifters
- 1961: I Count the Tears / Spanish Harlem / First Taste of Love (mit Ben E. King)
- 1961: The Drifters’ Greatest Hits
- 1961: Spanish Harlem / First Taste of Love / I Count the Tears / Suddenly There’s a Valley (mit Ben E. King)
- 1962: Selection du Bada Club
- 1963: On Broadway
- 1964: Under the Boardwalk
- 1964: Driftin’ Vol. 2
- 1965: I’ll Take You Where the Music’s Playing
- 1977: 2 + 2 Vol. 14

## Singles
| Jahr | Titel Album                                                                   | Höchstplatzierung, Gesamtwochen/‑monate, AuszeichnungChartplatzierungen (Jahr, Titel, Album, Platzierungen, Wochen/Monate, Auszeichnungen, Anmerkungen) | Höchstplatzierung, Gesamtwochen/‑monate, AuszeichnungChartplatzierungen (Jahr, Titel, Album, Platzierungen, Wochen/Monate, Auszeichnungen, Anmerkungen) | Höchstplatzierung, Gesamtwochen/‑monate, AuszeichnungChartplatzierungen (Jahr, Titel, Album, Platzierungen, Wochen/Monate, Auszeichnungen, Anmerkungen) | Anmerkungen                                                          | [↑]: gemeinsam behandelt mit vorhergehendem Eintrag; [←]: in beiden Charts platziert |
| Jahr | Titel Album                                                                   | DE | UK | US | Anmerkungen                                                          |                                                                                      |
| ---- | ----------------------------------------------------------------------------- | --- | --- | --- | -------------------------------------------------------------------- | ------------------------------------------------------------------------------------ |
| 1954 | White Christmas Their Greatest Recordings, the Early Years                    | — | — | US80 (4 Wo.)US | Erstveröffentlichung: November 1954 B-Seite: The Bells of St. Mary’s |                                                                                      |
| 1957 | Fools Fall in Love Rockin’ & Driftin’                                         | — | — | US69 (4 Wo.)US |                                                                      |                                                                                      |
| 1957 | Hypnotized Rockin’ & Driftin’                                                 | — | — | US79 (2 Wo.)US |                                                                      |                                                                                      |
| 1958 | Moonlight Bay Rockin’ & Driftin’                                              | — | — | US72 (5 Wo.)US | Erstveröffentlichung: Mai 1958                                       |                                                                                      |
| 1958 | Drip Drop Rockin’ & Driftin’                                                  | — | — | US58 (2 Wo.)US |                                                                      |                                                                                      |
| 1959 | There Goes My Baby The Drifters’ Greatest Hits                                | — | — | US2 (19 Wo.)US | Erstveröffentlichung: Juni 1959                                      |                                                                                      |
| 1959 | Dance with Me The Drifters’ Greatest Hits                                     | — | UK17 (5 Wo.)UK | US15 (15 Wo.)US | Erstveröffentlichung: 18. September 1959                             |                                                                                      |
| 1959 | (If You Cry) True Love, True Love The Drifters’ Greatest Hits                 | — | — | US33 (11 Wo.)US |                                                                      |                                                                                      |
| 1960 | This Magic Moment The Drifters’ Greatest Hits                                 | — | — | US16 (11 Wo.)US | Erstveröffentlichung: Januar 1960                                    |                                                                                      |
| 1960 | Save the Last Dance for Me                                                    | DE2 (8 Mt.)DE | UK2 Silber · (20 Wo.)UK | US1 (18 Wo.)US | Erstveröffentlichung: Oktober 1960                                   |                                                                                      |
| 1960 | Lonely Winds The Drifters’ Greatest Hits                                      | — | — | US54 (9 Wo.)US |                                                                      |                                                                                      |
| 1960 | I Count the Tears Save the Last Dance for Me                                  | — | UK28 (6 Wo.)UK | US17 (11 Wo.)US |                                                                      |                                                                                      |
| 1961 | Some Kind of Wonderful Save the Last Dance for Me                             | — | — | US32 (11 Wo.)US | Erstveröffentlichung: 1960                                           |                                                                                      |
| 1961 | Please Stay Save the Last Dance for Me                                        | — | — | US14 (12 Wo.)US |                                                                      |                                                                                      |
| 1961 | Sweets for My Sweet Save the Last Dance for Me                                | — | UK1 (1 Wo.)UK | US1 (1 Wo.)US | Erstveröffentlichung: 2. Juli 1961                                   |                                                                                      |
| 1961 | Room Full of Tears Save the Last Dance for Me                                 | — | — | US72 (5 Wo.)US | Erstveröffentlichung: Dezember 1961                                  |                                                                                      |
| 1962 | When My Little Girl Is Smiling Save the Last Dance for Me                     | — | UK31 (3 Wo.)UK | US28 (10 Wo.)US |                                                                      |                                                                                      |
| 1962 | Stranger on the Shore Up on the Roof – The Best of the Drifters               | — | — | US73 (1 Wo.)US |                                                                      |                                                                                      |
| 1962 | Up on the Roof Up on the Roof – The Best of the Drifters                      | — | — | US5 (20 Wo.)US | Erstveröffentlichung: September 1962                                 |                                                                                      |
| 1963 | On Broadway Our Biggest Hits                                                  | — | — | US9 (10 Wo.)US | Erstveröffentlichung: März 1963                                      |                                                                                      |
| 1963 | Rat Race Our Biggest Hits                                                     | — | — | US71 (6 Wo.)US |                                                                      |                                                                                      |
| 1963 | I’ll Take You Home Our Biggest Hits                                           | — | UK37 (5 Wo.)UK | US25 (10 Wo.)US |                                                                      |                                                                                      |
| 1964 | Vaya con dios Our Biggest Hits                                                | — | — | US43 (7 Wo.)US |                                                                      |                                                                                      |
| 1964 | One Way Love Our Biggest Hits                                                 | — | — | US56 (7 Wo.)US |                                                                      |                                                                                      |
| 1964 | Under the Boardwalk                                                           | — | UK45 Gold · (4 Wo.)UK | US4 (14 Wo.)US | Erstveröffentlichung: Juni 1964                                      |                                                                                      |
| 1964 | I’ve Got Sand in My Shoes I’ll Take You Where the Music’s Playing             | — | — | US33 (7 Wo.)US | Erstveröffentlichung: September 1964                                 |                                                                                      |
| 1964 | Saturday Night at the Movies                                                  | — | UK3 Silber · (27 Wo.)UK | US18 (9 Wo.)US | Erstveröffentlichung: 27. November 1964                              |                                                                                      |
| 1965 | At the Club I’ll Take You Where the Music’s Playing                           | —[UK: ↑] | UK3 Silber · (27 Wo.)UK | US43 (6 Wo.)US | Erstveröffentlichung: 23. Januar 1965                                |                                                                                      |
| 1965 | Come On Over to My Place I’ll Take You Where the Music’s Playing              | — | UK9 (16 Wo.)UK | US60 (5 Wo.)US | Erstveröffentlichung: 12. April 1965                                 |                                                                                      |
| 1966 | Memories Are Made of This Rockin’ & Driftin’: The Drifters Box                | — | — | US48 (7 Wo.)US |                                                                      |                                                                                      |
| 1966 | Baby What I Mean Saturday Night at the Club                                   | — | UK49 (1 Wo.)UK | US62 (7 Wo.)US |                                                                      |                                                                                      |
| 1973 | Like Sister and Brother Love Games                                            | — | UK7 (12 Wo.)UK | — | Erstveröffentlichung: 15. Juni 1973                                  |                                                                                      |
| 1974 | Kissin’ in the Back Row of the Movies Love Games                              | DE13 (15 Wo.)DE | UK2 Silber · (13 Wo.)UK | — | Erstveröffentlichung: 31. Mai 1974                                   |                                                                                      |
| 1974 | Down on the Beach Tonight Love Games                                          | — | UK7 (9 Wo.)UK | — | Erstveröffentlichung: 7. Oktober 1974                                |                                                                                      |
| 1975 | Love Games                                                                    | — | UK33 (6 Wo.)UK | — | Erstveröffentlichung: 17. Januar 1975                                |                                                                                      |
| 1975 | There Goes My First Love                                                      | DE36 (3 Wo.)DE | UK3 Silber · (12 Wo.)UK | — | Erstveröffentlichung: 22. August 1975                                |                                                                                      |
| 1975 | Can I Take You Home Little Girl There Goes My First Love                      | — | UK10 (10 Wo.)UK | — | Erstveröffentlichung: November 1975                                  |                                                                                      |
| 1976 | Hello Happiness There Goes My First Love                                      | — | UK12 (8 Wo.)UK | — | Erstveröffentlichung: Februar 1976                                   |                                                                                      |
| 1976 | Every Nite’s a Saturday Night with You Every Nite’s a Saturday Night          | — | UK29 (7 Wo.)UK | — | Erstveröffentlichung: 30. August 1976                                |                                                                                      |
| 1976 | You’re More Than a Number in My Little Red Book Every Nite’s a Saturday Night | — | UK5 Silber · (12 Wo.)UK | — | Erstveröffentlichung: 3. Dezember 1976                               |                                                                                      |

Weitere Singles
| - 1954: Bip Bam / Someday You’ll Want Me to Want You (feat. Clyde McPhatter) - 1955: Adorable - 1956: Ruby Baby - 1956: Soldier of Fortune - 1957: Drifting Away from You - 1962: Sometimes I Wonder - 1963: If You Don't Come Back - 1964: I Remember Christmas - 1965: The Outside World - 1965: Nylon Stockings - 1966: Up in the Streets of Harlem - 1967: Ain’t It the Truth - 1968: Still Burning in My Heart - 1971: Sometimes a Man Just Has to Cry (Joe Dolan and the Drifter Sound) - 1971: A Rose by Any Other Name | - 1972: Every Night - 1973: You’ve Got Your Troubles - 1973: Everynight (mit Johnny Moore und Bill Hendricks) - 1974: A Midsummer Night in Harlem - 1974: I’m Free (For the Rest of Your Life) - 1976: You Gotta Pay Your Dues - 1976: I’ll Know When True Love Really Passes By - 1977: It Looks Like I’m the Clown Again - 1978: Closely Guarded Secret - 1978: Honey You’re Heaven to Me - 1979: Pour Your Little Heart Out - 1982: You Better Move On (mit Ben E. King) - 2009: Sacrifice - 2013: Pour Your Little Heart Out |

## Boxsets
- 2009: Original Album Series

## Statistik

### Chartauswertung
|                     | UK    | US    |
| ------------------- | ----- | ----- |
| Nummer-eins-Alben   | UK—UK | US—US |
| Top-10-Alben        | UK2UK | US—US |
| Alben in den Charts | UK8UK | US5US |

|                       | DE    | UK     | US     |
| --------------------- | ----- | ------ | ------ |
| Nummer-eins-Singles   | DE—DE | UK—UK  | US1US  |
| Top-10-Singles        | DE1DE | UK9UK  | US5US  |
| Singles in den Charts | DE3DE | UK18UK | US35US |

### Auszeichnungen für Musikverkäufe
| Goldene Schallplatte - Neuseeland - 2024: für das Album All-Time Greatest Hits | Platin-Schallplatte - Neuseeland - 2022: für die Single Under the Boardwalk |

Anmerkung: Auszeichnungen in Ländern aus den Charttabellen bzw. Chartboxen sind in ebendiesen zu finden.
| Land/RegionAuszeichnungen für Musikverkäufe (Land/Region, Auszeichnungen, Verkäufe, Quellen) | Silber     | Gold     | Platin     | Verkäufe  | Quellen          |
| -------------------------------------------------------------------------------------------- | ---------- | -------- | ---------- | --------- | ---------------- |
| Neuseeland (RMNZ)                                                                            | —          | Gold1    | Platin1    | 37.500    | radioscope.co.nz |
| Vereinigtes Königreich (BPI)                                                                 | 6× Silber6 | 8× Gold8 | Platin1    | 2.360.000 | bpi.co.uk        |
| Insgesamt                                                                                    | 6× Silber6 | 9× Gold9 | 2× Platin2 |           |                  |